# Chiesa di San Donato (Genova)
La chiesa di San Donato è un edificio religioso cattolico del centro storico di Genova, situato nell'omonima piazza del quartiere del Molo. La sua comunità parrocchiale fa parte del vicariato "Centro Est" dell'arcidiocesi di Genova.

## Storia

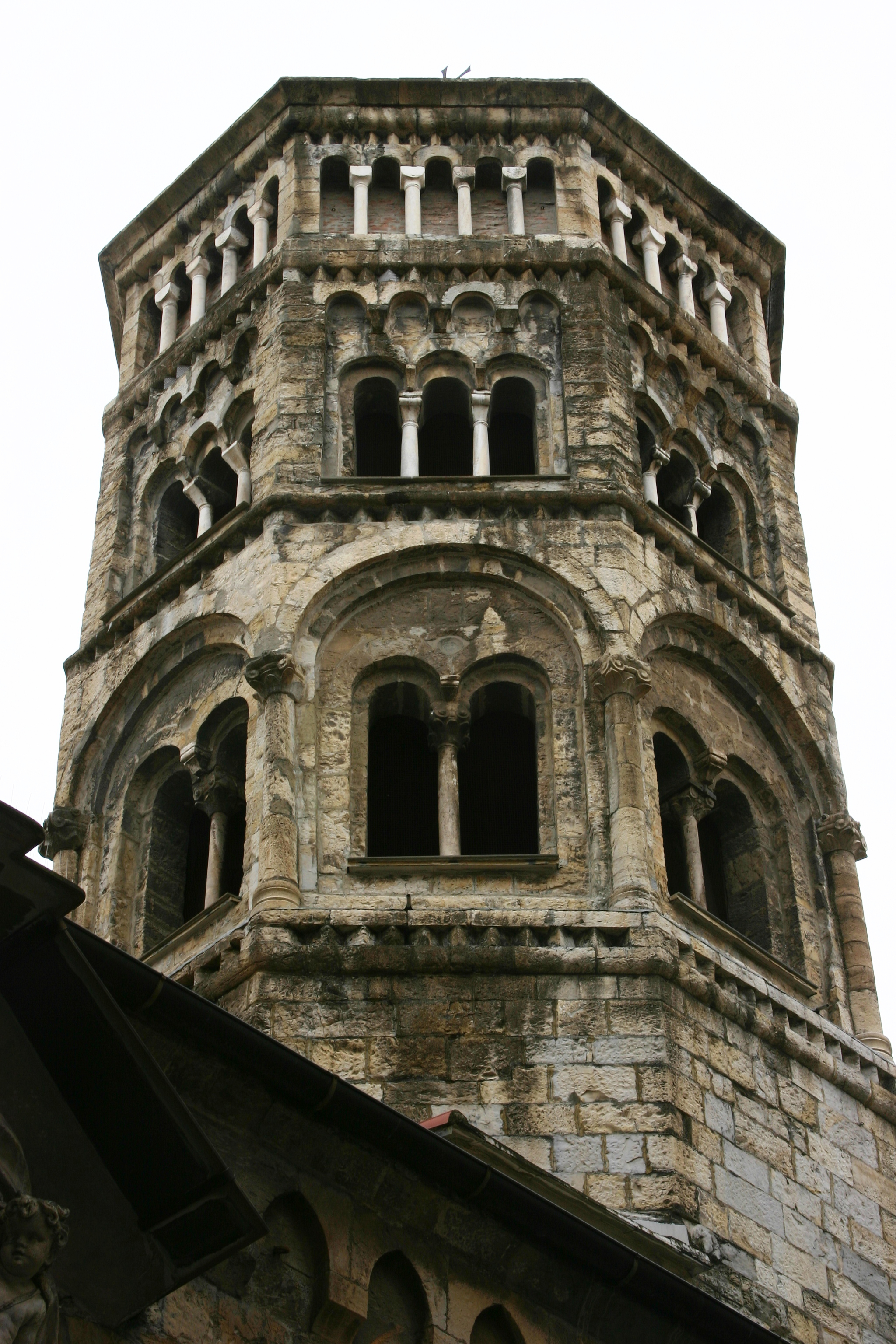
Il campanile

Le prime attestazioni documentate della chiesa, dedicata sin dalle origini al vescovo martire aretino, risalgono all'XI secolo, ma si ritiene che la chiesa primitiva fosse stata edificata in epoca assai più antica, probabilmente nel VII secolo, anche se nulla resta di questo primo luogo di culto.
L'attuale edificio, costruito all'inizio del XII secolo ed ampliato nella seconda metà dello stesso secolo, rappresenta l'esempio più significativo del romanico genovese. È attestato che nel 1160 fosse già parrocchiale e sede di un collegio di canonici; fu consacrata nel 1189 dall'arcivescovo Bonifacio, che era stato in precedenza prevosto in San Donato.
La struttura esterna della chiesa non subì significative modifiche nel corso dei secoli, anche se alcuni interventi di riparazione dopo i danni causati dal bombardamento navale francese del 1684 finirono per alterare parzialmente la costruzione originaria, in particolare la zona absidale. Verso la metà del XIX secolo vennero eseguiti alcuni interventi ad opera di Michele Canzio, ma solo verso la fine del secolo l'edificio fu sottoposto a sistematici restauri da Alfredo D'Andrade, condotti in due fasi tra il 1888 e il 1895. L'architetto D'Andrade, secondo il gusto dell'epoca, non si limitò ad un restauro conservativo, ma apportò anche alcune modifiche (come l'aggiunta di un terzo ordine di bifore alla torre nolare). Il 4 dicembre 1892, alla conclusione della prima fase dei restauri, la chiesa fu nuovamente consacrata dall'arcivescovo Tommaso Reggio.
La copertura della navata centrale è stata rifatta con capriate lignee a vista, dopo che quella settecentesca in muratura era stata distrutta durante la seconda guerra mondiale dai bombardamenti del 22 ottobre e 6 novembre 1942 e del 4 settembre 1944, che causarono danni anche alla zona absidale, provocati dal crollo di edifici vicini, tra i quali l'oratorio della Morte e Misericordia, andato completamente distrutto.
I lavori di restauro eseguiti dal 1946 al 1951 oltre alla riparazione dei danni dovuti ai bombardamenti hanno anche ripristinato l'originario stile romanico, eliminando le sovrastrutture accumulate nel corso degli anni. In particolare, le absidi laterali andate distrutte, che risalivano alla ristrutturazione settecentesca, vennero ricostruite in conci di pietra sulle fondazioni originarie del XII secolo riportate alla luce durante i lavori. Le sole decorazioni interne restano gli stucchi ottocenteschi dei capitelli corinzi, che si contrappongono a quelli cubici, tipicamente medioevali, nella zona del transetto.

### L'oratorio della Morte e Misericordia
Attiguo all'abside della chiesa, In vico Biscotti, sorgeva l'oratorio della Morte e Misericordia, sede dell'Arciconfraternita della Morte, distrutto dai bombardamenti della seconda guerra mondiale. Solo una grossa lapide su un muro del moderno caseggiato che ha preso il posto dell'antico oratorio ricorda questo antico luogo di culto, costruito nel 1637 su disegno di Giovanni Battista Garrè e affrescato nel 1680 da Giovanni Andrea Carlone. Come tutti gli oratori delle confraternite fu chiuso nel 1811, ma su sollecitazione del cardinale Spina fu riaperto entro lo stesso anno.

## Descrizione

### Esterno
La facciata in pietra calcarea locale, con il portale strombato a bande bianche e nere e l'architrave romano di reimpiego, rappresenta il modello tipico della chiesa romanica genovese, semplice e severa, priva di elementi decorativi superflui, anche se l'aspetto attuale non rispecchia del tutto quello originario, poiché in parte alterato dai restauri ottocenteschi di Alfredo d'Andrade e di nuovi lavori eseguiti nel 1925, che oltre ad eliminare gli intonaci successivi al XVI secolo aggiunsero il rosone centrale, le due monofore e il protiro a fasce bianche e nere.
Sul fianco destro della chiesa, dove ha inizio lo stradone di Sant'Agostino, si trova una grande edicola barocca del XVIII secolo, con una statua della Madonna col Bambino, opera di Giovanni Domenico Casella detto Scorticone (1595-1648), sormontata dalla raffigurazione dello Spirito Santo in forma di colomba.

#### Campanile
Di particolare interesse è il campanile ottagonale impostato sul tiburio (si tratta più propriamente di una "torre nolare", in quanto incorporata nella struttura dell'edificio principale, tipica del romanico arcaico, unico esempio di questo tipo a Genova), decorato con fregi a dente di sega e un triplo ordine di bifore e trifore, il terzo dei quali fu aggiunto durante i restauri di Alfredo d'Andrade alla fine dell'Ottocento.

### Interno
L'interno ha pianta basilicale a tre navate, ciascuna con un proprio abside, divise da dodici colonne la cui la tipologia indica le varie fasi costruttive: risalgono alla prima edificazione le sei colonne romane di reimpiego, monolitiche in granito, all'ampliamento della fine del XII secolo quelle a rocchi bianchi e neri con capitelli romanici, coeve alle bifore del finto matroneo, con colonnine binate e capitelli variamente decorati. Alla prima edificazione risalgono anche i pilastri che reggono il tiburio.

#### Cappella di San Giuseppe
Dalla navata di sinistra si accede alla cappella laterale, un tempo oratorio dei falegnami, dedicato a san Giuseppe, incorporato nella chiesa nell'Ottocento tramite l'apertura di una porta. Costruito nel Seicento ha subito modifiche nel secolo successivo.

### Opere d'arte

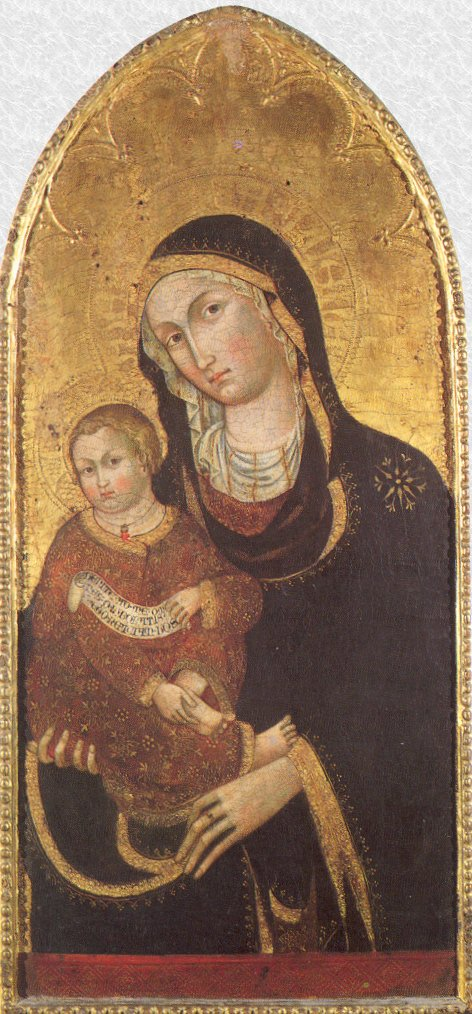
Dipinto della Madonna col Bambino di Nicolò da Voltri

#### Il trittico dell'Adorazione dei Magi
Nella cappella di San Giuseppe è collocata dal 1996 l'opera più rilevante tra quelle conservate nella chiesa, il trittico a sportelli del fiammingo Joos van Cleve (1515) raffigurante L'adorazione dei Magi (al centro), Il committente Stefano Raggi col suo santo protettore (sportello di sinistra), la Maddalena (sportello di destra) e la Crocifissione (nella cimasa in alto).
Il trittico, proveniente dal vicino oratorio dei Re Magi, demolito alla fine del Settecento, fu rubato nell'ottobre del 1974 e ritrovato tre mesi dopo privo della cornice, rifatta da maestri fiorentini; dal suo ritrovamento fu esposto nella Galleria nazionale di palazzo Spinola fino al 1996, quando, dopo il restauro della cappella, poté esservi collocato in condizioni di sicurezza.

#### Altre opere d'arte
- Tra le altre opere conservate nella chiesa di particolare pregio la Madonna col Bambino, tela del XIV secolo di Nicolò da Voltri, una delle migliori opere di questo artista[3][9], e la Madonna del Latte di Barnaba da Modena, anche questa del XIV secolo[1][2].
- Sull'altare seicentesco della cappella di San Giuseppe Sacra Famiglia, pala d'altare di Domenico Piola, fatta realizzare dalla Confraternita dei falegnami; anche questo dipinto fu trafugato nel 1974 e ritrovato pochi mesi dopo.[1][3]
- Battesimo di Gesù, rilievo marmoreo con statue, iniziato da Ignazio Peschiera (1777-1839) e completato dal suo allievo Carlo Rubatto (1810-1891)[2].
- Crocifisso seicentesco con La Vergine, il Padre Eterno e i santi Donato e Stefano, dipinto attribuito alla scuola di Giovanni Andrea Ansaldo (1584-1638)[2].
- Madonna del Suffragio, dipinto di Jean-François de Troy (1710), restaurato nel 1999 a cura della Provincia di Genova[2].
- Statua della Madonna col Bambino, detta Nostra Signora della terza età, attribuita a Giovanni Domenico Casella, proveniente dalla chiesa di Santa Croce in Sarzano, soppressa all'inizio dell'Ottocento[1][2].
- Statua processionale lignea, raffigurante la Madonna del Carmine (1790)[1].
- Nel secondo e terzo arco del colonnato di destra restano tracce di due affreschi duecenteschi, raffiguranti la Vergine in trono con santi e la Crocifissione[3].

## Galleria d'immagini

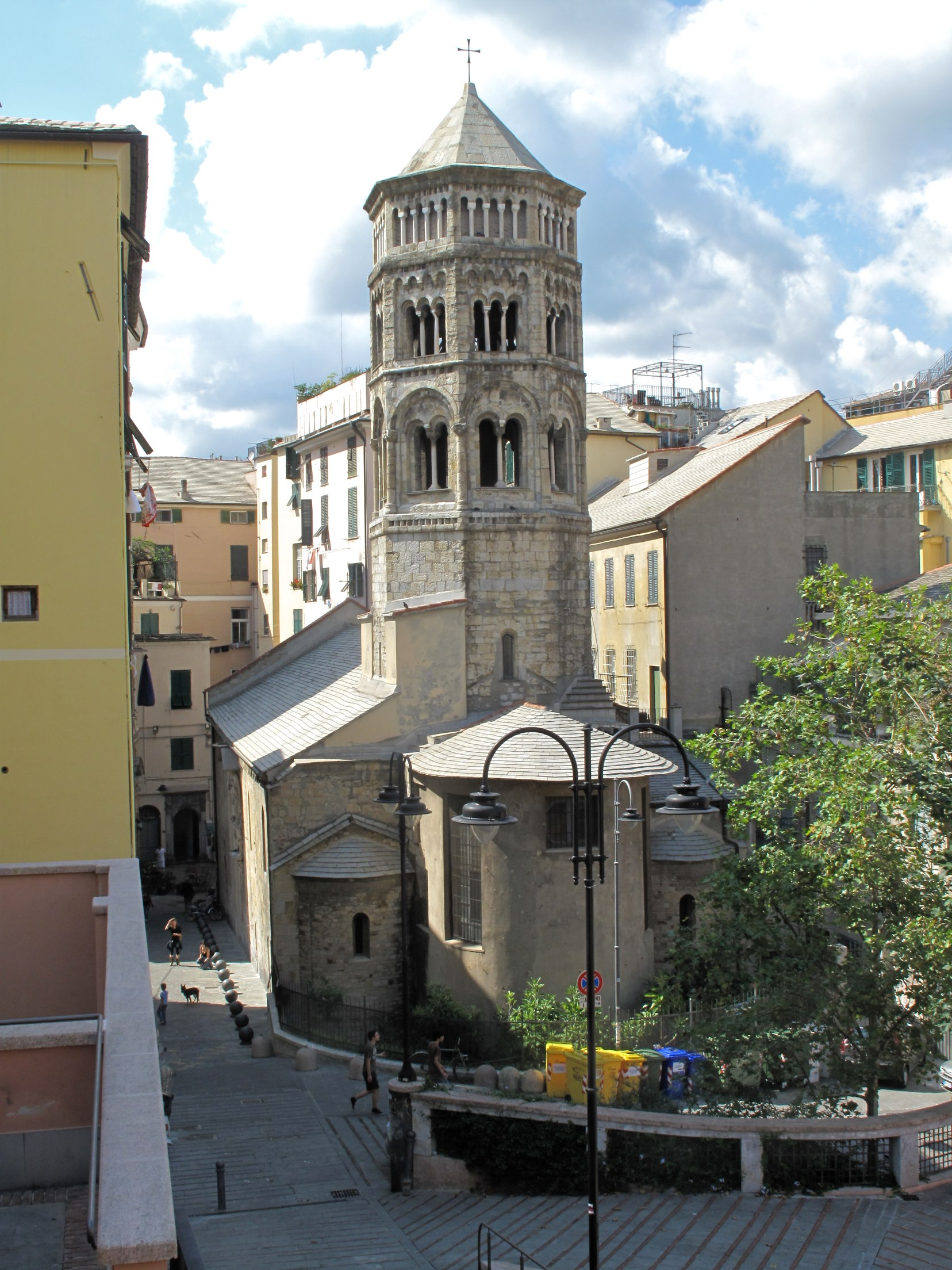
L’abside e il campanile
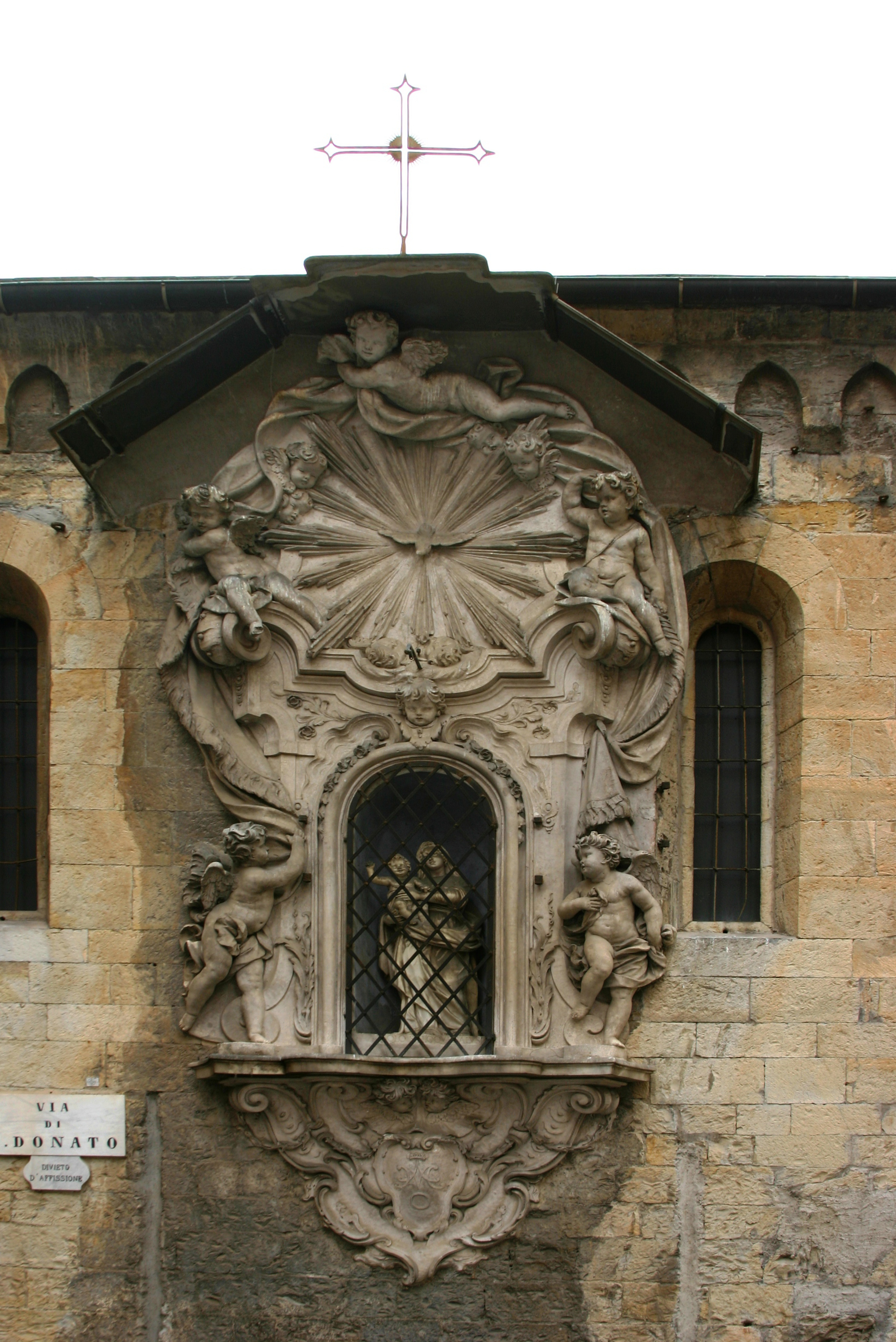
Edicola sul fianco
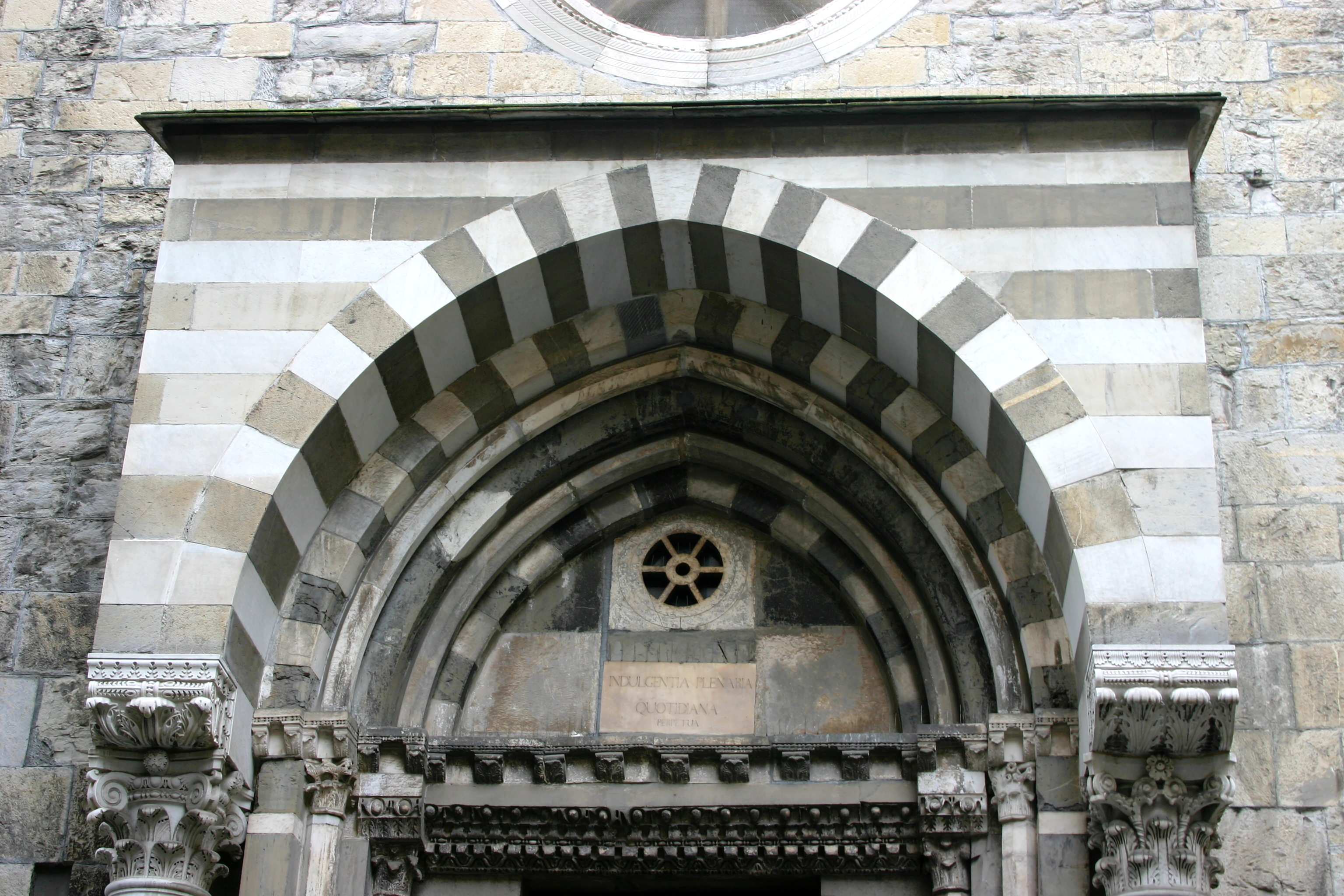
Portale
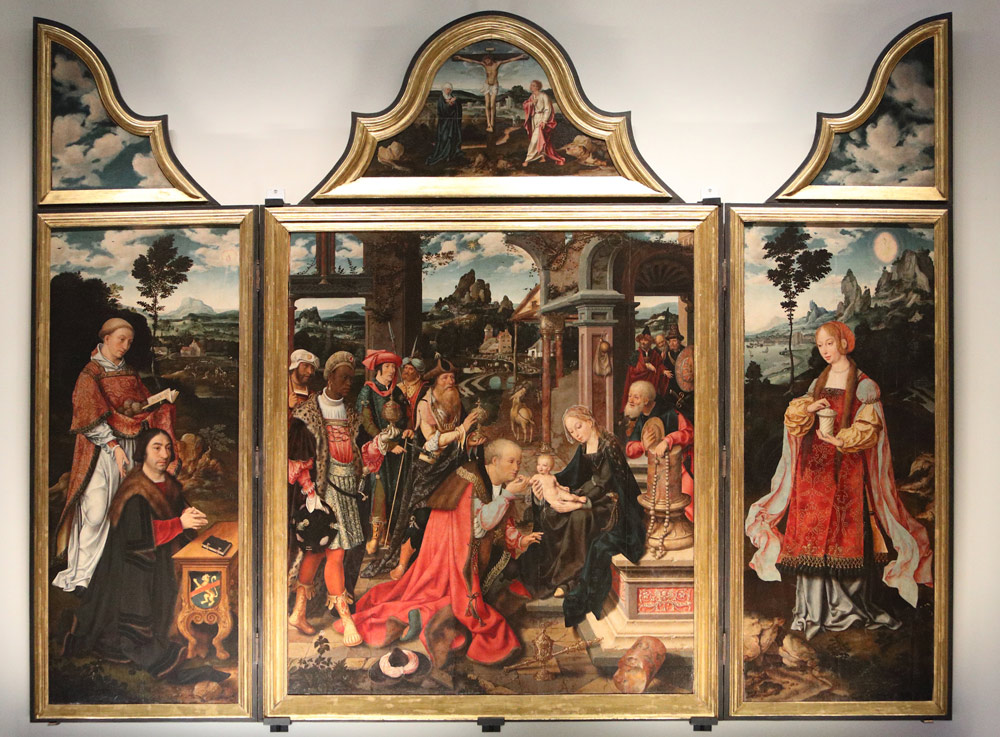
Joos van Cleve, Adorazione dei Magi